# Igaz Levente
Igaz Levente Imre (Budapest, 1975. június 12. –) magyar szinkronszínész, végzettségei szerint történész, történelem- és nyelvtanár, idegenvezető, hagyományőrző.

## Életpályája
Tanulmányait a Budapesti Evangélikus Gimnáziumban, az Eötvös Loránd Tudományegyetemen (történelem, portugál nyelv és kultúra)1993-1998/2003, az egykori Államigazgatási Főiskolán (igazgatásszervező) és a Szegedi Tudományegyetemen (Medievisztikai Doktori Iskola, a spanyol nyelv és kultúra tanára) végezte 2007-2010, majd 2020-2022 között. Folyékonyan beszél angolul, spanyolul, portugálul.
Történészként 2001 óta publikál az Ibér-félsziget, a középkori magyar történelem és a spanyol-portugál gyarmattörténet témáiból. 1997-től vesz részt a magyarországi és nemzetközi történelmi életmódrekonstrukciós tevékenységben (historical reenactment). A Nemzeti Íjászszövetség volt elnöke, egy évtizedes gimnáziumi tanítás után (Leövey Klára Gimnázium) jelenleg idegenvezetőként és nyelvtanárként tevékenykedik.
Gyerekként a rádiós- és szinkronszínészetbe is belekóstolt, egyebek mellett az ő hangján szólalt meg a főhős a Vili, a veréb című magyar rajzfilmben, és Bastian is a Végtelen történet című ifjúsági sci-fiben. Világutazó, élt Portugáliában és több hónapot töltött Spanyolországban is. Elmondása szerint eddig egyedül csak az ausztrál kontinensen nem fordult még meg.